# Общомедия
Общомедия (на английски: Wikimedia Commons или Wikicommons) е проект на Фондация Уикимедия, представляващ хранилище на свободни изображения, звукови и други файлове. Файловете, качени в Общомедия, могат да бъдат използвани и от много други проекти на сървърите на Уикимедия, включително Уикипедиите, Уикикниги, Уикиновини и др. Синтаксисът за включване на файловете не се различава от този за локалните файлове. Ако съществува едноименен файл в локалния проект, се показва той, иначе се търси в Общомедия.

## История
През март 2004 г. Ерик Мьолер дава идея за създаването на проекта, като Общомедия стартира на 7 септември 2004 г. През юли 2013 г. броят на редакциите в Общомедия достига 100 000 000. През 2018 г. става възможно качването на 3D модели на сайта във формат STL. Един от първите модели качени в Общомедия е реконструкция на статуята на лъва на Аллат в Палмира (Сирия), която е тежко повредена от Ислямска държава през 2015 г.
Различни известни организации качват файлове в Общомедия. През 2012 г. Националната администрация за архиви и архиви качва 100 000 дигитализирани изображения от своята колекция. През 2020 г. Дигиталната обществена библиотека на Америка (DPLA) започва да качва своите колекции в Общомедия, като през 2022 г. библиотеката качва повече от два милиона файла. По подобен начин Europeana (който обединява дигитализирани изображения на обекти, отразяващи различни аспекти от културата в ЕС) споделя своите цифровизирани изображения чрез Общомедия. По време на пандемията от COVID-19, като част от сътрудничеството с Уикимедия, Световната здравна организация (СЗО) качва своята инфографика „Ловци на митове“ в Общомедия.

## Езици
Основен език в Общомедия е английският, но интерфейсът може да се конфигурира (в потребителските настройки), така че да използва и други езици. Някои страници също се превеждат на други езици.

## Авторски права
Общомедия не позволява качването на материали с несвободни лицензи, включително такива, които ограничават комерсиалната употреба. Качване на материали според американското „честна употреба“, българското „свободно използване“ и други подобни също не се допуска.
Подходящи лицензи са GFDL, вариантите на Creative Commons, които не ограничават ползването за търговски цели и др. Материали, които са обществено достояние, естествено също могат да бъдат качвани.

## Фотогалерия
- Ръст на броя на файловете в проекта през годините след създаването му. (в млн. файлове)
- Файлове по географско разположение в света, към 21 януари 2012 г.
- Файлове по географско разположение в света, към 21 февруари 2014 г.
- Файлове по географско разположение в света, към 16 април 2016 г.
- Файлове по географско разположение в света, към 20 септември 2017 г.